# مسمومیت آفتکش
مسمومیت آفتکش (به انگلیسی: Pesticide poisoning) زمانی رخ می‌دهد که آفت‌کش‌ها، مواد شیمیایی که برای کنترل یک آفت در نظر گرفته شده‌اند، بر جانداران غیرهدف مانند انسان، حیات وحش، گیاهان یا زنبور عسل تأثیر بگذارند. سه نوع مسمومیت آفتکش‌ها وجود دارد. نخستین مورد از سه مورد، سطح بسیار بالایی از قرار گرفتن در معرض منفرد و کوتاه‌مدت است که می‌تواند توسط افرادی که بر اثر خودکشی می‌میرند و همچنین فرمول‌گذاران آفت‌کش‌ها تجربه شود. نوع دوم مسمومیت، قرار گرفتن در معرض درازمدت در سطح بالا است که می‌تواند در فرمول‌سازها و تولیدکنندگان آفتکش رخ دهد. سومین نوع مسمومیت، تماس درازمدت در سطح پایین است که افراد از طریق منابعی مانند باقیمانده آفتکش‌ها در غذا و همچنین تماس با باقی‌مانده آفتکش‌ها در هوا، آب، خاک، رسوبات، مواد غذایی، گیاهان و جانوران در معرض آن قرار می‌گیرند.
در کشورهای در حال توسعه، مانند سریلانکا، مسمومیت‌های آفت‌کش‌های ناشی از مواجهه کوتاه‌مدت با سطح بسیار بالا (مسمومیت حاد) نگران‌کننده‌ترین نوع مسمومیت است. با این حال، در کشورهای توسعه‌یافته، مانند کانادا، کاملاً برعکس است: مسمومیت حاد با آفت‌کش‌ها کنترل می‌شود، بنابراین موضوع اصلی قرار گرفتن درازمدت در معرض آفت‌کش‌ها در سطح پایین است.

## علت
متداول‌ترین سناریوهای مواجهه برای موارد مسمومیت آفت‌کش‌ها عبارتند از مسمومیت‌های تصادفی یا خودکشی، قرار گرفتن در معرض شغلی، قرار گرفتن در معرض افراد در معرض رانش خارج از هدف و عموم مردم که از طریق آلودگی محیطی در معرض قرار می‌گیرند. 

سهم مرگ و میر خودکشی ناشی از مسمومیت با آفتکش‌ها